# 성매매의 여성주의적 관점

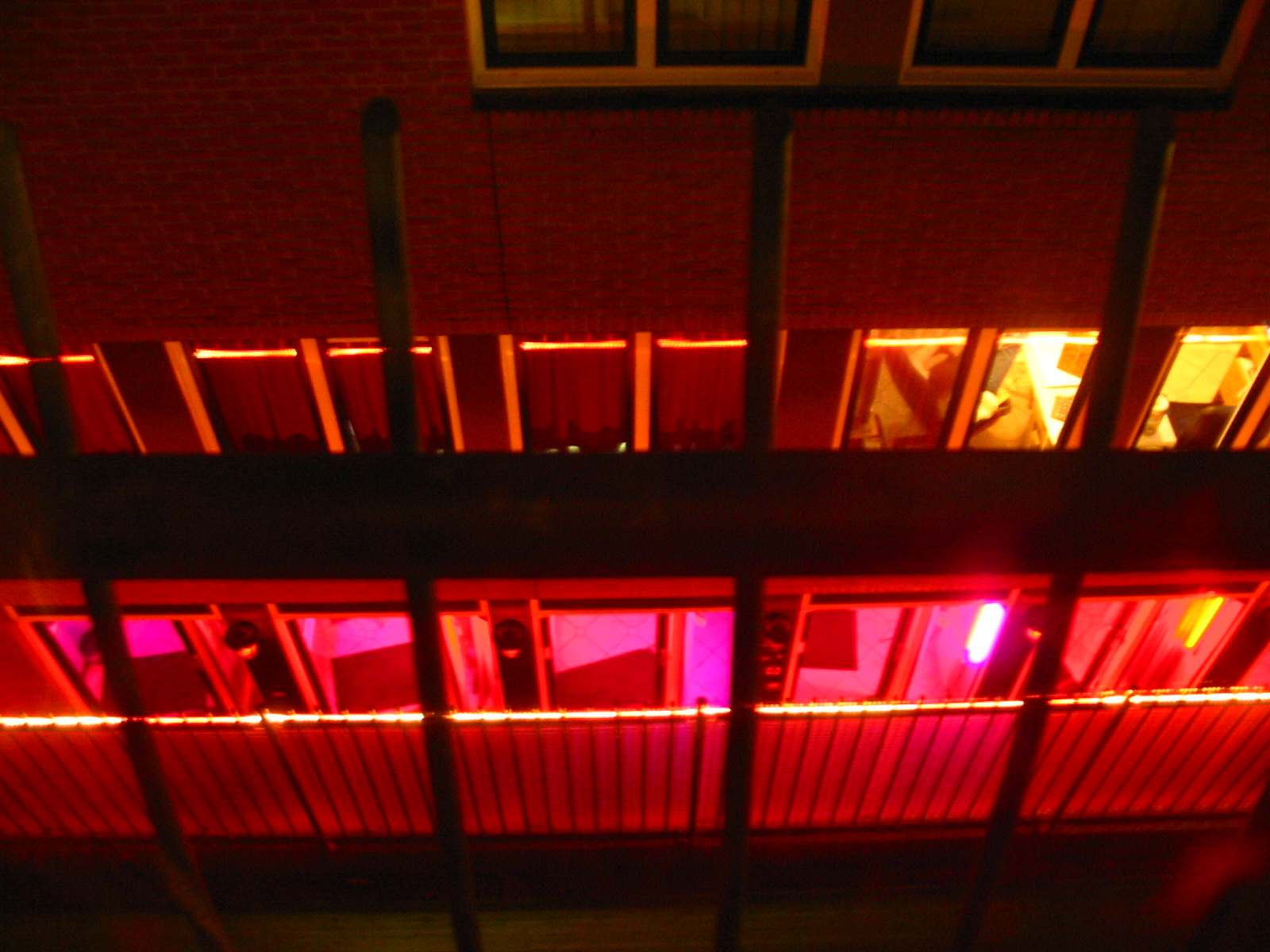
암스테르담의 홍등가

여성 운동의 많은 이슈들에서처럼, 매춘에 대한 다양한 여성주의적 관점이 존재한다. 이 관점들은 일반적으로 매춘에 대해 비판적이거나, 지지하는 두 가지 관점으로 느슨하게 구분될 수 있다.
이 중에서 성매매를 비판적으로 바라보는 여성주의자들(주로 급진 여성주의 계열이다.)은 성매매가 여성에 대한 착취와 여성에 대한 남성 지배의 전형적 예시로서, 기존의 가부장제 사회 질서의 결과라고 주장한다. 이 여성주의자들은 매춘이 남성에 의해 이용되거나 학대당하는 성적 대상으로서의 여성에 관한 고정관념을 강화하므로, 성매매 여성 자신과 사회 전체에 매우 부정적인 영향을 미친다고 주장한다.
반면 성매매를 우호적으로 보는 여성주의자들은, 성매매도 강제적으로 하지 않는 이상 일종의 직업으로, 성매매에 대한 다른 성매매 및 다른 성 노동에 여성과 남성이 참여를 선택할 수 있다고 주장한다. 이러한 관점에서는 성매매는 주로 인신매매로 이뤄지는 강제 매춘과 구별되어야하며, 여성주의자들이 성 산업과 법 체계 모두에 의한 가해로부터 성 노동자를 보호해야한다고 주장한다. 이 두 페미니스트 입장 사이의 불일치는 특히 논쟁의 여지가 있으며, 20세기 후반의 여성주의 성 대립과 비교될 수 있다.
뉴먼과 화이트는 저서인 "여성, 정치 및 공공 정책"에서 매춘에 관한 여성주의자의 견해가 다음과 같은 세 가지 요점에 동의한다고 주장한다. "첫째, 페미니스트는 돈을 받고 성관계를 제공하는 여성에 대한 형사 처벌을 강요하는 현행 법률 정책을 비판한다. 둘째, 여성주의자는 돈을 주고 받거나 그렇지 않거나, 합법적인 성관계의 필수불가결한 요소는 성관계에 대한 명확한 합의라는 점에 동의한다. 셋째, 모든 여성주의자들은 상업적 성 노동자들이 경제적 강요를 당하고 종종 폭력의 희생자가 되지만 이러한 문제를 다루기 위한 노력은 거의 이루어지지 않는다는 것을 알고 있다."

계속해서, 뉴먼과 화이트는 매춘 문제에 대해 성 노동으로서의 관점, 폐지론자로서의 관점, 불복종으로서의 관점(Outlaw Perspective)의 세 가지 주요한 여성주의적 견해를 밝힌다. 성 노동의 관점에서는 성매매가 다른 나쁜 일자리의 선택에 직면한 여성들에게 합법적인 형태의 일자리라고 주장하며, 따라서 여성들은 성매매 영업에서 법적 기소의 위험이나 두려움이 없이 자유롭게 일할 권리를 가져야 한다고 본다. 성 노동의 관점은 또한 정부가 자발적인 매춘을 범죄화하는 법을 폐지해야 한다고 주장한다. 이 관점의 주장에 따르면 매춘이 정부와 사업 법규에 의해 규제되도록 하여야 하며, 성매매 여성을 보호하고 이들에게 해치는 사람들을 기소하는 능력을 향상시켜야 한다고 주장한다. 폐지론자로서 관점은 정부가 매춘을 없애기 위해 노력해야한다고 주장한다. 불복종으로서의 관점은 성 거래에서의 노동을 '더 나은 경력이나 성적 자유의 표현을 위한 디딤돌'로 본다.

## 같이 보기
- 여성주의 성 대립
- 포르노그래피에 관한 여성주의의 관점

## 추가 문헌
- Ditmore, M. H. (2006). 〈Feminism〉. 《Encyclopedia of Prostitution and Sex Work》. Greenwood. 154–159쪽. ISBN 0-313-32968-0.
- Spector, J., 편집. (2006). 《Prostitution and Pornography: Philosophical Debate About the Sex Industry》. Stanford University Press. ISBN 0-8047-4937-X.
- van der Meulen, E., 편집. (2013). 《Selling Sex: Experience, Advocacy, and Research on Sex Work in Canada》. Vancouver: UBC Press. ISBN 9780774824484.
- 《서구 ‘2세대 페미니즘’의 성매매 논쟁》 (학위논문). 2009.
- 《성매매의 세계화와 페미니즘 정치》 (학위논문). 2017.